# Mantieni Ripetizioni
Il Mantieni ripetizioni (MR) è una tecnica applicata nell'allenamento di resistenza, in particolare nel body building e fitness.

## Definizione
La tecnica del Mantieni ripetizioni (MR) va a coinvolgere più serie di un esercizio. La sua applicazione prevede di stabilire dapprima il numero di serie dell'esercizio, il numero di ripetizioni nella prima serie, e un tempo di recupero incompleto, cioè che non consenta di recuperare pienamente i fosfati muscolari in vista della serie successiva. La caratteristica fondamentale del MR consiste nel mantenere il numero di ripetizioni costante durante tutte le serie previste in un esercizio, e quindi di ridurre progressivamente il carico ad ognuna delle serie.
Nei programmi di allenamento con sovraccarichi adatti per sviluppare l'ipertrofia muscolare (bodybuilding), vengono indicati tempi di recupero brevi, solitamente della durata di 60-90 secondi, che possono essere considerati come incompleti. Questa definizione si basa sul fatto che questa tempistica impedisce che i substrati energetici principalmente impiegati sul breve termine nella prestazione - cioè i fosfati muscolari - vengano completamente riaccumulati all'interno del muscolo attivo. Infatti è stato dimostrato che, quando il tempo di recupero è di almeno 3 minuti, può essere mantenuta un'esecuzione di 10 RM (ripetizioni massime) per 3 serie, quindi la prestazione non subisce un decremento, almeno a breve termine. Tuttavia questi lunghi tempi di recupero vengono impiegati negli allenamenti con carichi ad alta intensità per sviluppare la forza massimale (>80-85% 1 RM). Quando invece viene impostato solo 1 minuto di recupero tra le serie, l'andamento delle ripetizioni massime cala progressivamente da 10, 8 e 7 RM in 3 serie consecutive. Uno o due minuti tra le serie sono i tempi di recupero più indicati per i protocolli di allenamento adatti allo sviluppo dell'ipertrofia muscolare o l'endurance muscolare, e vengono applicati nel caso di carichi a media o bassa intensità (<75% 1RM).
La tecnica MR può essere applicata con carichi di intensità variabile, ma generalmente in un contesto ipertrofia (60-80% 1RM). Infatti normalmente i protocolli di forza sono legati a tempi di recupero completi, che permettono che la prestazione non cali in maniera rilevante durante le serie. L'MR invece tiene conto del fatto che nei protocolli ipertrofia, che prevedono tempi di recupero incompleti, le ripetizioni decrementino per forza utilizzando lo stesso peso. Contrariamente al metodo Mantieni peso (MP), in cui è il carico che viene mantenuto stabile a scapito delle ripetizioni, il metodo MR vuole rendere il numero di ripetizioni stabile a scapito del carico. Questo permetterebbe di mantenere col progredire delle serie anche il Time Under Tension (TUT) inalterato, nel caso questo aspetto venga ritenuto importante. Diversamente, il metodo MP impone una progressiva riduzione del TUT, la quale si tradurrebbe in uno stimolo sempre meno lattacido. Si ipotizza che i tempi di recupero incompleti possano favorire uno stimolo ormonale tipico dei programmi di ipertrofia.
Secondo Grainer e Paoli (2012), l'MR, così come l'MP, è una tecnica meglio adatta per gli atleti esperti, in quanto se proposta ai principianti, questi tenderebbero a eseguire lo stesso numero di ripetizioni con lo stesso carico, ma potrebbe essere utile per abituarli a lavori più intensi. 

### MR e Piramidale
Il metodo Mantieni ripetizioni condivide alcune caratteristiche con il Metodo piramidale. Questo perché ad ogni serie viene scalato il peso, come nella Piramide decrescente o Mezza piramide "Heavy to light". Tuttavia vi sono delle leggere differenze tra i due sistemi, per il fatto che nel MR per definizione il numero di ripetizioni deve rimanere costante, quindi in ogni serie consecutiva deve essere scelto un carico tale da poter permettere di raggiungere il cedimento alla ripetizione stabilita. Nella Piramide decrescente viene prevista una progressiva riduzione del carico come nel MR, ma allo stesso tempo viene previsto anche un numero di ripetizioni sempre crescente. La tecnica MR sarebbe quindi più adatta per gli atleti esperti, in quanto il numero di ripetizioni normalmente cala tra una serie e l'altra anche mantenendo i carichi costanti, a causa dell'affaticamento cumulativo e dei tempi di recupero incompleti.

### Super MR
Recentemente, alcuni autori hanno diffuso una variante più intensa della tecnica Mantieni Ripetizioni, denominata SuperMR. Essa consiste sempre nello stabilire un numero di serie e di ripetizioni da svolgere nella prima di queste. Al contrario nella normale tecnica MR in cui il carico viene ridotto col progredire delle serie, nella SuperMR il carico rimane invariato in tutte le serie previste. Naturalmente il numero di ripetizioni a cedimento sarà sempre minore, quindi una volta raggiunto questo punto si passa subito ad una riduzione del carico - di circa il 10-15% - per proseguire immediatamente con il massimo numero di ripetizioni. L'operazione dovrà essere svolta fino al raggiungimento del numero di ripetizioni imposte nella prima serie. Ovviamente il carico dovrà essere scalato più volte nelle ultime serie. Questa versione del MR integra la tecnica dello Stripping (o Drop set), la quale prevede di scalare il peso da una a due volte per eseguire più ripetizioni all'interno della serie, e superare l'iniziale ostacolo del cedimento muscolare. In questo caso lo Stripping viene introdotto dalla seconda serie in poi, per poter consentire di raggiungere sempre le medesime ripetizioni impostate nella prima.

## Altre tecniche di allenamento di resistenza
- Mantieni Peso (MP)
- Super set
- Tri set
- Set gigante
- Stretch contrastato
- Stripping
- Rest pause
- Ripetizioni eccentriche
- Ripetizioni forzate
- Ripetizioni negative
- Cheating
- Super slow
- Doppio impatto
- Blocco circolatorio
- Peak contraction
- Burns
- Serie del 21
- Sistema piramidale
- Cedimento muscolare